# Denis Wick
Denis Wick, född 1 juni 1931 i Chelmsford, England, död 12 februari 2025, var en 
trombonist, musiklärare och designer av munstycken och sordiner till brassinstrument.
Vid 10 års ålder började Wick lära sig spela trombon hos Frälsningsarméns musikkår. Han spelade i musikkåren till 15 års ålder då han började spela med Luton Brass Band.
1950 studerade han vid Royal Academy of Music. 1951 blev platsen som andretrombonist ledig i Bournemouth Symphony Orchestra och Denis antogs vid provspelningen. Han var förstetrombonist vid London Symphony Orchestra 1957-1989

## Diskografi
- 1968 Mahler - Symphony No. 3 (LSO/Solti, Decca)
- 1969 Berlioz - Symphonie funèbre et triomphale (LSO/Davis, Philips)
- 1970 Mahler - Symphony No. 3 (LSO/Horenstein, Unicorn)
- 1973 George Walker (1922-) - trombone concerto (LSO/Freeman, CBS)
- 1978 Stravinskij - Pulcinella - ballet (LSO/Abbado, Deutsche Grammophon)